# Učenje z več primerki
Učenje z več primerki, angleško Multiple-instance learning(MIL) je različica nadzorovanega strojnega učenja. Namesto nabora posameznih učnih primerkov (angleško instance), ki so označeni kot pozitivni ali negativni, dobi učenec pakete (angleško bag) pozitivnih in negativnih učnih primerkov. Vsak paket vsebuje mnogo primerkov. Najpogostejša predpostavka pri označevanje paketov je, da je paket označen kot negativen, če so vsi njegovi primerki negativni. Nasprotno velja, da je paket označen kot pozitiven, če je v njem vsaj en pozitiven primerek. Iz zbirke označenih paketov učenec poskuša storiti dvoje (i) ugotoviti koncept za označevanje posameznih učnih primerkov znotraj paketov ali (ii) ugotoviti kako označiti pakete brez poznavanja koncepta.
Učenje MIL so izvorno predlagali Dietterich, Lathrop & Lozano-Pérez (1997), vendar obstajajo tudi predhodni primeri podobnih raziskav na primer prepoznavanje rokopisnih števk avtorjev Keeler, Rumelhart & Leow (1990). Obširni pregled MIL je obdelal Amores (2013). Tipična področja uporabe MIL so:
1. Aktivnosti molekul
2. Razvrščanje slik
3. Kategorizacija besedila

Številni raziskovalci so prilagodili klasične tehnike razvrščanja, kot je metoda podpornih vektorjev, konceptu MIL.